# SzWSM Kijów
SzWSM Kijów (ukr. Хокейний клуб «Школа Вищої Спортивної Майстерності» Київ) – ukraiński klub hokejowy z siedzibą w Kijowie, istniejący w latach 1985-1995.

## Historia
Klub został założony jako SzWSM Kijów (Szkoła Wyższego Sportowego Mistrzostwa). Od sezonu 1985/86 występował w Drugiej Lidze Mistrzostw ZSRR. Na początku rozgrywek Mistrzostw Ukrainy był w trójce najlepszych ukraińskich drużyn hokejowych. W 1995 zajął 3-miejsce w mistrzostwach Ukrainy, ale już nie wystartował w kolejnych mistrzostwach i został rozwiązany.

## Sukcesy
- Srebrny medal mistrzostw Ukrainy (1 raz): 1993
- Złoty medal mistrzostw Ukrainy (1 raz): 1994
- Brązowy medal mistrzostw Ukrainy (1 raz): 1995